# 玛纳斯花蟹蛛
玛纳斯花蟹蛛（学名：Xysticus manas）为蟹蛛科花蟹蛛属的动物。在中国，分布于新疆等地，常生活于农田和棉田。该物种的模式产地在新疆。